# Transport d'automobiles accompagnées en Suisse

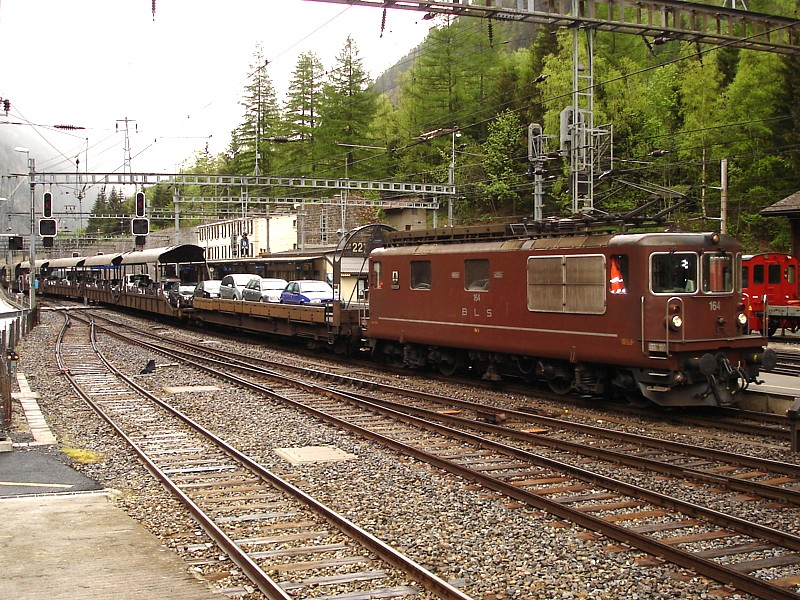
Train-autos du BLS, quittant la gare de Goppenstein.

Pays montagneux et vallonné, la Suisse possède toutefois un réseau routier dense pour les automobilistes. Cependant, à cause du relief tourmenté, la route doit parfois avoir recours à d'autres moyens de transports pour franchir les obstacles naturels.

## Par voie ferroviaire: les trains-autos

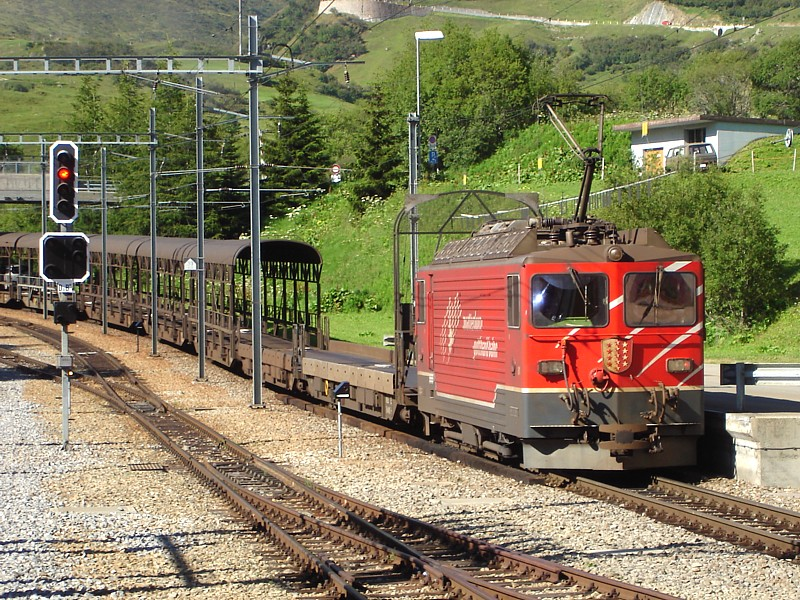
Train-autos du MGB, en gare de Realp.

Lorsqu'il n'est pas possible ou trop long de franchir un col par la route, et qu'une liaison ferroviaire existe (généralement un tunnel), un service de trains-autos est mis en place. Les installations ferroviaires sont adaptées de part et d'autre du tronçon et des rampes d'accès sont construites afin de permettre aux véhicules routiers d'accéder à des wagons plats spécialement aménagés. C'est un mode de ferroutage.
Une fois la voiture sur le wagon, les occupants restent dans leur véhicule durant tout le trajet. Attelée à l'opposé de la locomotive, une voiture-pilote évite les manœuvres aux gares terminus. Cette voiture est dotée d'un fourgon et d'un compartiment pour voyageurs afin d'accueillir motards, cyclistes, et piétons.
Plusieurs services existent, certains ont été supprimés, puis parfois réintroduits.
| Exploitant                           | Tunnel ou col                       | Parcours           | Parcours            | Notes                                                                                            |
| ------------------------------------ | ----------------------------------- | ------------------ | ------------------- | ------------------------------------------------------------------------------------------------ |
| Services existants                   |                                     |                    |                     |                                                                                                  |
| BLS                                  | Tunnel du Lötschberg                | Kandersteg         | Goppenstein         | dès les années 1950                                                                              |
| BLS                                  | Tunnels du Lötschberg et du Simplon | Kandersteg         | Iselle di Trasquera | service estival uniquement (mars - octobre)                                                      |
| MGB                                  | Tunnel de la Furka                  | Oberwald           | Realp               | service introduit dès l'ouverture du tunnel (15 juin 1982)                                       |
| MGB                                  | Col de l'Oberalp                    | Andermatt          | Sedrun              | service hivernal durant la fermeture du Col de l'Oberalp.La ligne franchit le col à ciel ouvert. |
| RhB                                  | Tunnel de la Vereina                | Klosters-Selfranga | Sagliains           | service introduit dès l'ouverture du tunnel (19 novembre 1999)                                   |
| Services supprimés puis réintroduits |                                     |                    |                     |                                                                                                  |
| BLS                                  | Tunnel du Simplon                   | Brigue             | Iselle di Trasquera | en service du 1er décembre 1959 au 3 janvier 1993, puis réintroduit dès le 12 décembre 2004      |
| Services supprimés                   |                                     |                    |                     |                                                                                                  |
| CFF                                  | Tunnel du Gothard                   | Göschenen          | Airolo              | service supprimé le 5 septembre 1980 à l'ouverture du tunnel routier                             |
| RhB                                  | Tunnel de l'Albula                  | Thusis             | Samedan             | suppression au printemps 2011                                                                    |

### Tunnel du Saint-Gothard

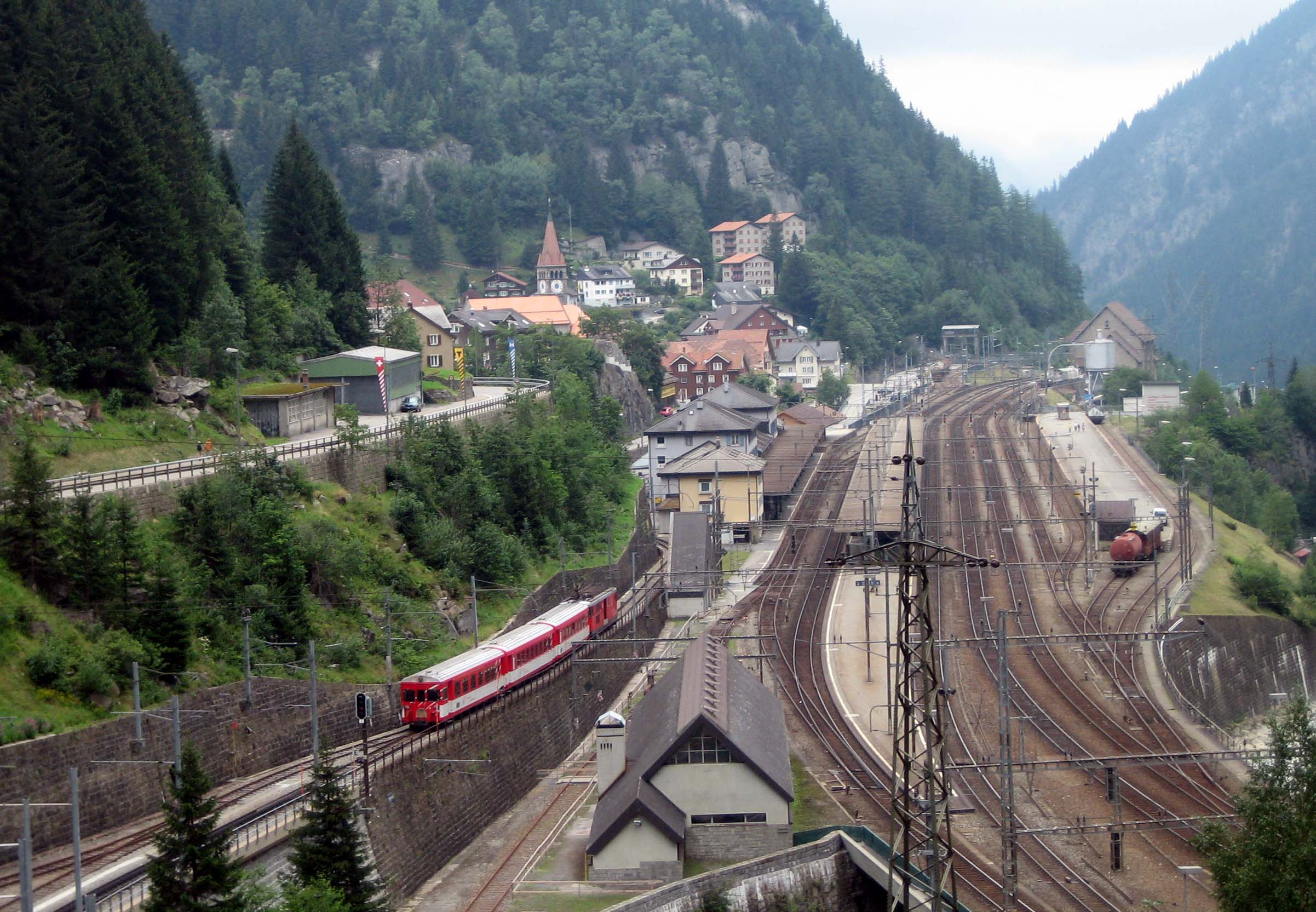
La gare de Göschenen en 2007. Tout à droite de la gare le quai toujours en place servant au chargement des autos.

Les CFF ont offert un tel service à travers le tunnel ferroviaire du Saint-Gothard jusqu'en 1980, date de la mise en service du tunnel routier homonyme, rendant alors les trains-autos superflus. Les rampes de chargement des autos n'ont cependant jamais été démolies, notamment afin de permettre la traversée des Alpes aux voitures (le col étant impraticable l'hiver) en cas de travaux ou d'accidents majeurs nécessitant plusieurs semaines ou mois de fermeture.
Le 24 octobre 2001, une collision entre deux camions provoqua un incendie dans le tunnel routier qui fut fermé pendant deux mois pour réparations. Durant ce laps de temps, un service de trains-autos a été remis en service grâce au prêt de matériel ferroviaire adéquat par le BLS.
Un projet existait concernant une exploitation par le BLS avec plusieurs trains-navettes, durant la fermeture du tunnel routier pour assainissement. Si le peuple suisse avait refusé par référendum le 28 février 2016 la création d'un deuxième tube, ce projet aurait offert une solution valable et aurait permis l'acquisition par le BLS de nouvelles compositions en vue du remplacement de plusieurs trains qui atteindront la limite d'âge d'ici 2025-2030.

## Par voie lacustre: les bacs

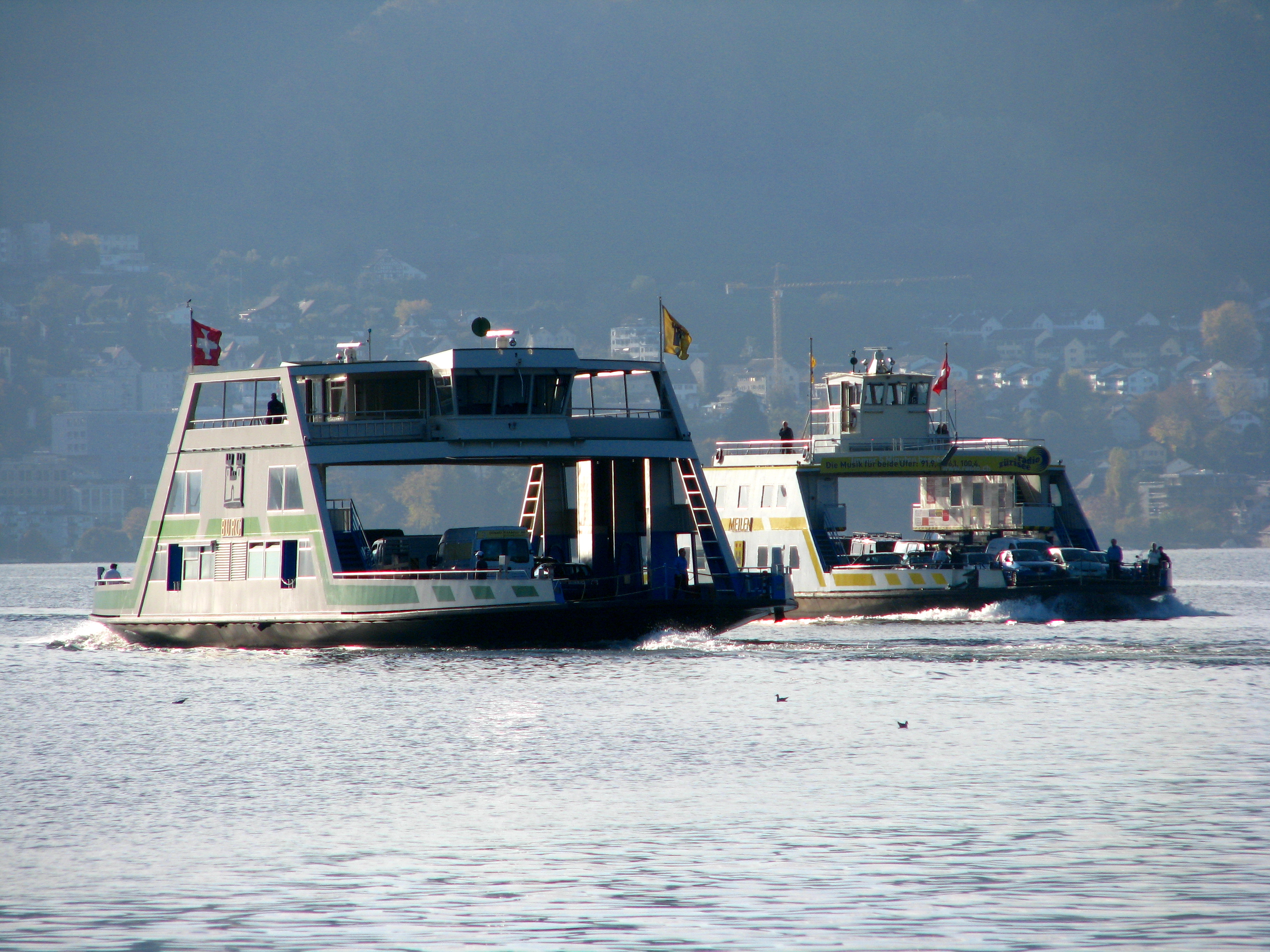
Bacs sur le Lac de Zurich

Les lacs suisses représentent également un obstacle pour la circulation routière. Afin de gagner du temps et de la distance, plusieurs services de bacs ont été mis en place sur diverses étendues d'eau.
| Navires                                                                                         | Navires | en service depuis              | capacité                                                            | lien Internet                   |
| ----------------------------------------------------------------------------------------------- | ------- | ------------------------------ | ------------------------------------------------------------------- | ------------------------------- |
| Lac de Constance (Bodensee) Fährlinie Friedrichshafen–Romanshorn – Romanshorn ↔ Friedrichshafen |         |                                |                                                                     |                                 |
| MF Romanshorn SBS AG ( Suisse)                                                                  |         | 1958                           | 35 voitures, 6 poids-lourds, 560 passagers                          | www.sbsag.ch www.bsb-online.com |
| MF Friedrichshafen BSB GmbH ( Allemagne)                                                        |         | 1966                           | 44 voitures, ? poids-lourds, 500 passagers                          | www.sbsag.ch www.bsb-online.com |
| MF Euregia 50% SBS AG / 50% BSB GmbH                                                            |         | 1996                           | 50 voitures, 9 poids-lourds, 700 passagers                          | www.sbsag.ch www.bsb-online.com |
| Lac des Quatre Cantons (Vierwaldstättersee) Auto-Fähre Vierwaldstättersee – Gersau ↔ Beckenried |         |                                |                                                                     |                                 |
| FS Tellsprung II                                                                                |         | 1964                           | 130 tonnes (charge admissible par essieu : 15 tonnes) 300 passagers | www.autofaehre.ch               |
| Lac de Zurich (Zürichsee) Zürichsee-Fähre Horgen-Meilen – Horgen ↔ Meilen                       |         |                                |                                                                     |                                 |
| FS Schwan (le cygne)                                                                            |         | 1969 révision générale en 1999 | 36 voitures, 300 passagers                                          | www.faehre.ch                   |
| FS Meilen                                                                                       |         | 1979                           | 40 voitures, 300 passagers                                          | www.faehre.ch                   |
| FS Horgen                                                                                       |         | 1991                           | 40 voitures, 300 passagers                                          | www.faehre.ch                   |
| FS Zürisee                                                                                      |         | 1999                           | 44 voitures, 300 passagers                                          | www.faehre.ch                   |
| FS Burg                                                                                         |         | 2003                           | 44 voitures, 300 passagers                                          | www.faehre.ch                   |